# کونگارنیک
کونگارنیک (به صربی: Konjarnik) یک منطقهٔ مسکونی در صربستان است که در Belgrade District واقع شده‌است. کونگارنیک ۲۲٬۹۷۳ نفر جمعیت دارد.